# Pabstiella villosisepala
Pabstiella villosisepala är en orkidéart som beskrevs av L.Kollmann och Claudio Nicoletti de Fraga. Pabstiella villosisepala ingår i släktet Pabstiella och familjen orkidéer. Inga underarter finns listade i Catalogue of Life.